# 포이 (음식)
포이(하와이어: poi)는 하와이를 비롯한 폴리네시아 지역에서 먹는 발효 음식이다. 토란의 알줄기를 삶아 찧어 만든 걸쭉한 음식으로, 하와이 원주민의 주식이다. 솔로몬 제도의 국민 음식으로 여겨진다.

## 만들기
토란은 물에 삶은 다음, 껍질을 벗긴다. 물을 조금씩 뿌려 가며 돌로 된 누르개를 사용해 으깨면 "파이아이(paʻiʻai)"가 된다. 파이아이에 물을 타 희석한 것이 "포이"이다. 그대로 먹기도 하며, 신맛이 나도록 발효시켜 먹기도 한다. 전통적으로는 손가락으로 떠 먹는다.

## 사진

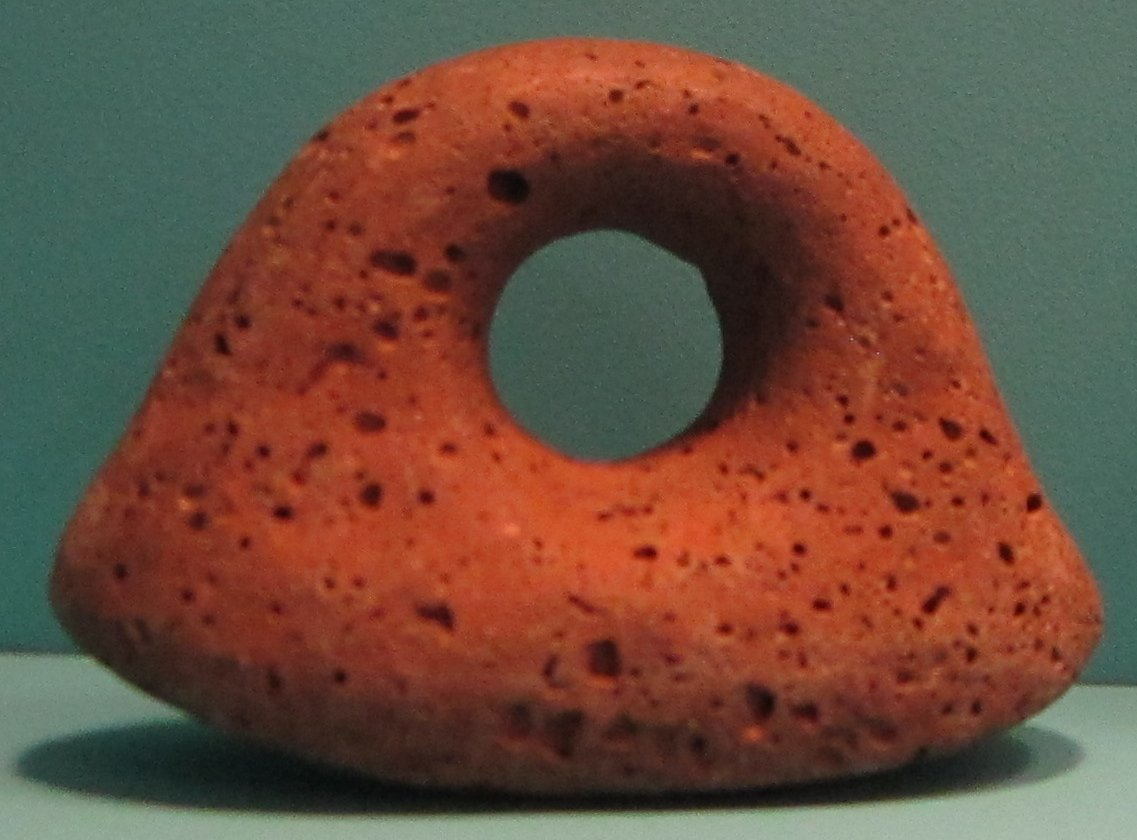
토란을 으깨 포이를 만드는 누르개
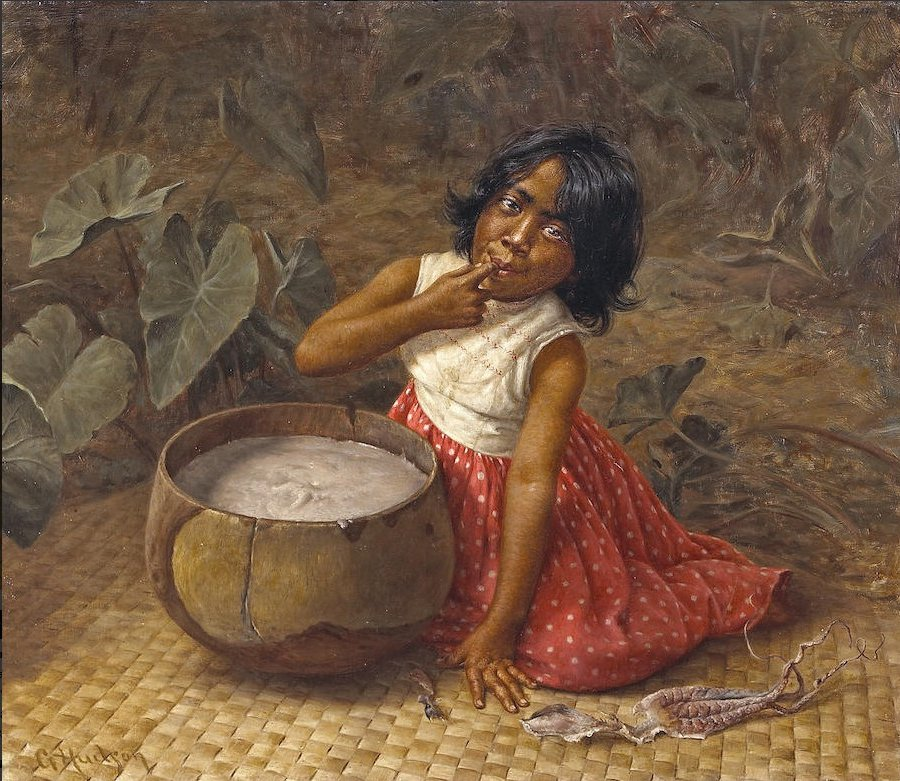
포이를 먹는 하와이 사람(그레이스 허드슨의 1901년 그림 〈A Kamaaina〉)

## 같이 보기
- 스왈로